# San Juan de la Rambla
San Juan de la Rambla est une commune de la province de Santa Cruz de Tenerife dans la communauté autonome des Îles Canaries en Espagne. Elle est située au nord de l'île de Tenerife.

## Géographie

### Localisation

Localisation de l'île de Tenerife dans les Îles Canaries.
Localisation de San Juan de la Rambla dans l'île de Tenerife.

|            | Océan Atlantique      |              |
| La Guancha | San Juan de la Rambla | Los Realejos |
|            | La Orotava            |              |

## Patrimoine

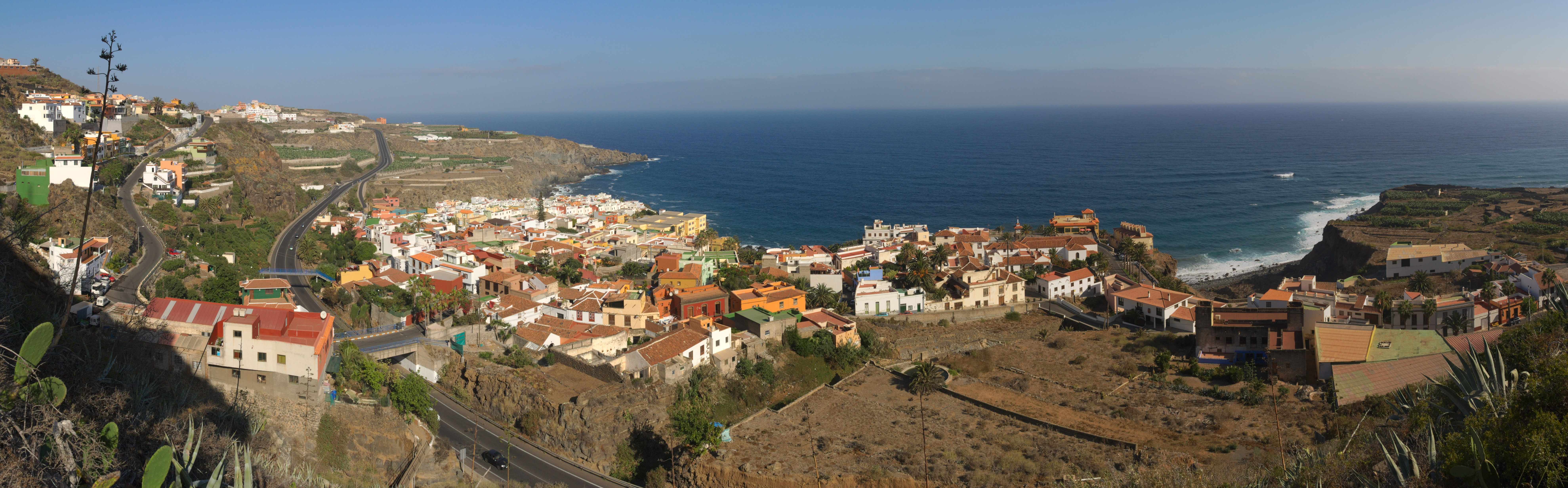
Vue de San Juan de la Rambla.

## Démographie
| Année | Population | Densité    |
| ----- | ---------- | ---------- |
| 1768  | 1.482      | 71,7/km²   |
| 1860  | 1.399      | 67,68/km²  |
| 1900  | 2.108      | 101,99/km² |
| 1930  | 3.012      | 145,72/km² |
| 1960  | 4.856      | 234,93/km² |
| 1981  | 5.069      | 245,23/km² |
| 1991  | 5.205      | 251,81/km² |
| 1996  | 5.232      | 253,12/km² |
| 2001  | 4.682      | 226,51/km² |
| 2002  | 5.294      | 256,12/km² |
| 2003  | 5.318      | 257,28/km² |
| 2004  | 5.372      | 259,9/km²  |
| 2005  | 5.081      | 245,82/km² |
| 2009  | 5.068      | 245,19/km² |